# Guillermo Aragonés
Guillermo Aragonés es un deportista mexicano que compitió en taekwondo. Ganó una medalla de plata en el Campeonato Mundial de Taekwondo de 1979 en la categoría de –73 kg.

## Palmarés internacional
| Campeonato Mundial | Campeonato Mundial | Campeonato Mundial | Campeonato Mundial |
| Año                | Lugar              | Medalla            | Categoría          |
| ------------------ | ------------------ | ------------------ | ------------------ |
| 1979               | Stuttgart (RFA)    | Medalla de plata   | –73 kg             |